# Guy Buchsenschmidt
Guy Jean Tony Buchsenschmidt est un général de l'armée belge, ancien commandant du Corps de réaction rapide européen (Eurocorps), né à Verviers (Belgique), le 3 mars 1956.

## Biographie
Issu d'un milieu modeste, le jeune Buchsenschmidt se destine très rapidement au métier des Armes. À l'issue de ses études à l'Ecole royale militaire (Bruxelles) en 1981, il choisit la Cavalerie blindée.
Sa carrière opérationnelle démarre au 3e Régiment de Lanciers (Spich - Forces belges en Allemagne), où il exerce les fonctions de chef de peloton de chars, commandant en second d'escadron et chef du peloton éclaireurs.
En 1985, il est désigné comme instructeur à la section armement et conduite de tir au sein du Groupe LEOPARD (Leopoldsburg).
De 1988 à 1990, il commande l'Escadron A du 3e Régiment de Lanciers.
Dans la foulée du cours de candidat major, il est affecté à l'Ecole des Troupes blindées en tant qu'instructeur de tactique des cours de capitaine et de candidat major, d'active et de réserve. De 1994 à 1996, il commande la Section formation officiers de l'Ecole de Cavalerie blindée.
En 1996, il est sélectionné pour le cours supérieur d'Etat-major, qu'il suit avec la 111e Division (la célèbre « Triple One »). Son mémoire, intitulé « le droit international et l'emploi de mines terrestres », est récompensé par le prix du Chef de l'Etat-major Général.
Jeune Breveté d'Etat-major, il devient officier opérations (S3) de la 7e Brigade mécanisée, brigade « gauloise ». En 1999, il en devient le chef d'état-major. De décembre 1999 à avril 2000, il est affecté à l'état-major de la Brigade multinationale Nord (MNB-N), à Mitrovica (Kosovo). Il y assure la liaison vers le « Belkos 2 », dont l'unité pilote est le 1er Régiment de Lanciers.
Au terme de son mandat de chef d'état-major, le Lieutenant-colonel Breveté d'Etat-Major Buchsenschmidt reprend le commandement du 1er Régiment de Lanciers, pour une période de deux ans.
En septembre 2003, il est affecté au département d'état-major opérations et entraînement, dont il pilote la section « évaluation - lessons learned ». Il est nommé au grade de Colonel le 26 décembre 2003. En cumul de cette fonction, il est chargé de cours militaire à temps partiel auprès de l'Ecole Royale Militaire, où il enseigne le « leadership ».
En novembre et décembre 2004, le Colonel Breveté d'Etat-Major Buchsenschmidt conduit la mission d'évaluation de la 1re Brigade intégrée à Bunia (Ituri - République Démocratique du Congo).
Le 12 septembre 2005, commissionné au grade de Général de Brigade pour la durée de sa nouvelle mission, il rejoint Kinshasa et est mis en place en tant que Conseiller auprès de la Structure Militaire d'Intégration.
En juillet 2006, le Colonel Breveté d'Etat-Major Buchsenschmidt est désigné comme Commandant Adjoint de la Composante Terre, à Evere (Bruxelles).
Le 11 mai 2007, il devient le trente-deuxième commandant de la 7e Brigade (Marche-en-Famenne).
Le Colonel Breveté d'Etat-Major Buchsenschmidt est mis en place le 18 avril 2008 comme Sous-chef d'Etat-Major Adjoint Opérations et Entraînement du département d'Etat-Major Support. Dans cette fonction, il est promu au grade de Général-major le 26 juin 2008.
Le 29 juin 2011, il devient Chef d'Etat-Major de l'Eurocorps à Strasbourg. Le 28 juin 2013, il en devient le Général Commandant. À l'issue de cette période de commandement, il devient sous-chef d'état-major "Stratégie" (Evere - Bruxelles). Il part à la retraite le 1er avril 2017.
Il est titulaire des distinctions suivantes :

- Chevalier de l'ordre national du Bénin
- Croix de Commandeur de l'Ordre de Léopold (Belgique)
- Chevalier de la Légion d'honneur (France)
- Médaille d'or du Mérite civique (République démocratique du Congo)
- Commandeur de l'Ordre Grand-Ducal de la Couronne de Chêne (Luxembourg)
- Croix de Grand Officier de la Couronne (Belgique)

### Eurocorps

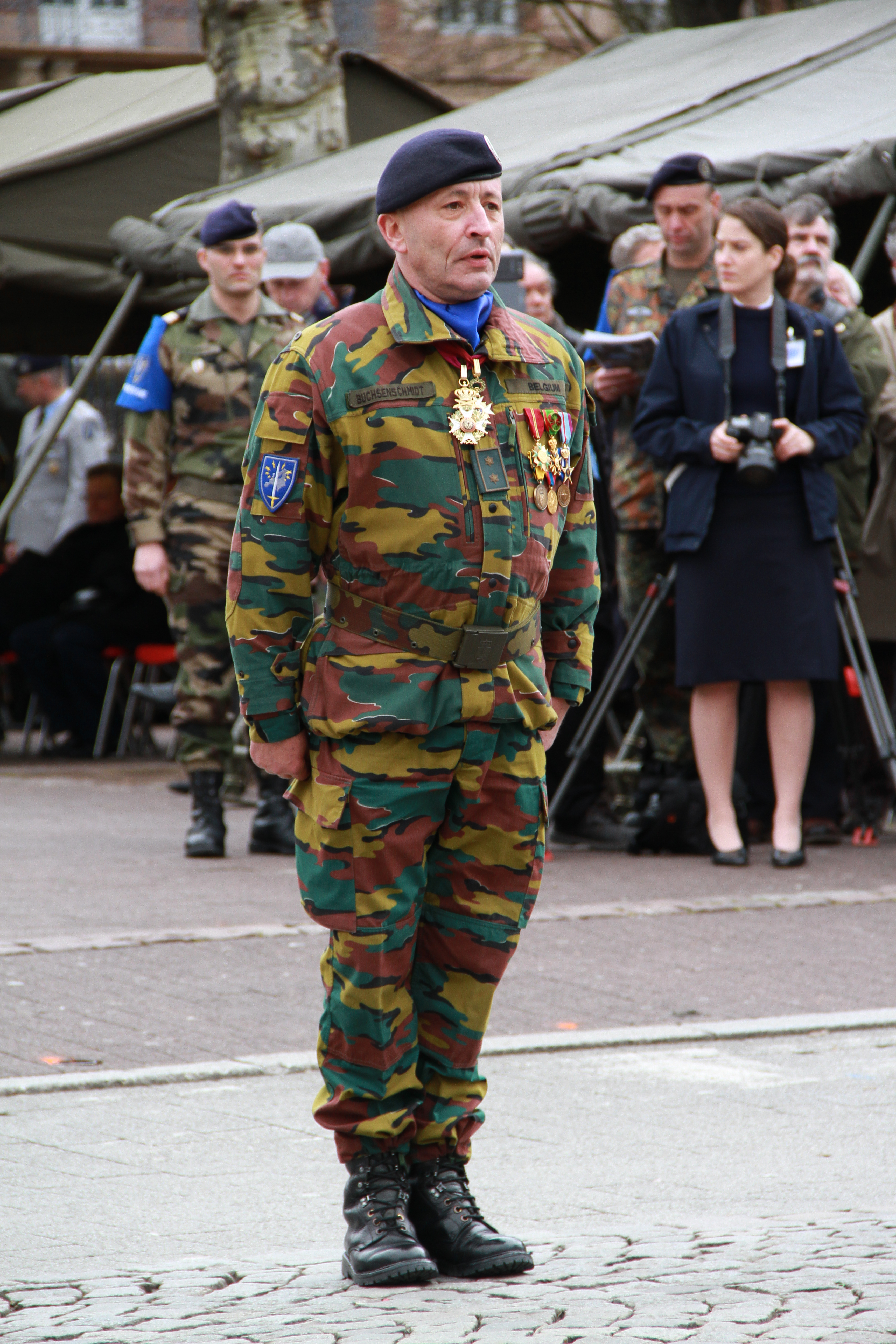
Le lieutenant-général Guy Buchsenschmidt, commandant de l’Eurocorps depuis le 28 juin 2013.

Il était, depuis le 28 juin 2013 jusqu'en 2015, Général Commandant d'Eurocorps.